# Richard Söderberg
Carl Richard (Dick) Söderberg (Ulvöhamn, Suecia, 3 de febrero de 1895 — Cambridge,  Estados Unidos 17 de octubre de 1979) fue un ingeniero de energía y Profesor del instituto en el Instituto Tecnológico de Massachusetts (MIT).

## Antecedentes
Söderberg nació en el pueblo pesquero de Ulvöhamn, en el Municipio de Örnsköldsvik, Condado de Västernorrland, Suecia. Se matriculó en la Universidad Tecnológica de Chalmers en Gotemburgo. En 1919 se graduó con un título en arquitectura naval. Con una beca de The American-Scandinavian Foundation, llegó al MIT, donde se le otorgó el título de Bachelor of Science en junio de 1920.

## Carrera
En 1922, Söderberg comenzó a trabajar en la Westinghouse Electric and Manufacturing Company. En 1928, aceptó una oferta de ASEA para regresar a Suecia y dirigir el desarrollo de una nueva línea de grandes turbogeneradores. En 1930, regresó a Westinghouse, donde fue asignado al Departamento de Ingeniería de Energía.
En 1938, a Söderberg se le ofreció una posición en la facultad del Departamento de Ingeniería Mecánica en MIT. En 1954, fue nombrado decano de la Escuela de Ingeniería. Renunció como decano en 1959 y fue nombrado Institute Professor. Söderberg tuvo un total de dieciocho patentes estadounidenses emitidas entre los años 1935 y 1950, todas relacionadas con características constructivas de las turbinas.
Söderberg fue miembro de muchas sociedades profesionales. Fue elegido miembro de la Academia Nacional de Ciencias de Estados Unidos en 1947 y de la Academia Nacional de Ingeniería en 1974. También fue miembro de la Academia Estadounidense de las Artes y las Ciencias y de la Real Academia Sueca de Ciencias de la Ingeniería. En 1958 fue nombrado caballero de la Orden de la Estrella Polar por el Rey de Suecia y en 1968 comandante de la Orden Real de la Estrella del Norte.
Con motivo del octogésimo cumpleaños de Söderberg en 1975, MIT anunció el establecimiento de la Cátedra Carl Richard Soderberg de Ingeniería de Energía.

## Obras Seleccionadas
- The Mechanical Engineering Department (Massachusetts Institute of Technology, 1947)
- My Life (Public Relations Group, 1979)